# Brachylomia fabricii
Brachylomia fabricii là một loài bướm đêm trong họ Noctuidae.